# Landkreis Südliche Weinstraße
Landkreis Südliche Weinstraße er en tysk Landkreis i den sydlige del af Rheinland-Pfalz i storbyområdet Rhein-Neckar. Hovedsædet for kredsforvaltningen befinder sig i byen Landau, som er omgivet af kredsen, men er ikke en del af den. 
Landkredsen har sit navn fra Tysklands første turistrute, Deutsche Weinstraße, som fra syd mod nord går gennem landkredsen, der er en del af Rhingraven. Største biflod er Queich i nærheden af den franske grænse.

## Historie
Området i den nuværende kreds tilhørte fra 1816 Kongeriget Bayern, opdelt i de subnationale enheder Bergzabern og Landau. Efter 2. verdenskrig blev begge landkredse i 1946 en del af delstaten Rheinland-Pfalz og tilhørte derefter det daværende Regierungsbezirk Pfalz.
Den nuværende landkreds opstod på grund af kommunalreformen af 7. juni 1969 gennem sammenlægningen af begge de gamle landkredse til „Landkreis Landau-Bad Bergzabern“. Den 22. april 1972 blev seks kommuner indlemmet i den kredsfrie by Landau. Den 1. januar 1978 blev den omdøbt til „Landkreis Südliche Weinstraße“.

## Byer og kommuner
Landkreisen havde 110356  indbyggere pr.  2018-12-31

Verbandsgemeinde med deres tilhørende kommuner:
(Administrationsby *)
| - 1. Verbandsgemeinde Annweiler am Trifels 1. Albersweiler (1935) 2. Annweiler am Trifels, Stadt * (7081) 3. Dernbach (455) 4. Eußerthal (886) 5. Gossersweiler-Stein (1380) 6. Münchweiler am Klingbach (201) 7. Ramberg (964) 8. Rinnthal (672) 9. Silz (759) 10. Völkersweiler (584) 11. Waldhambach (363) 12. Waldrohrbach (380) 13. Wernersberg (1102) - 2. Verbandsgemeinde Bad Bergzabern 1. Bad Bergzabern, Stadt * (8124) 2. Barbelroth (663) 3. Birkenhördt (630) 4. Böllenborn (214) 5. Dierbach (541) 6. Dörrenbach (905) 7. Gleiszellen-Gleishorbach (814) 8. Hergersweiler (237) 9. Kapellen-Drusweiler (936) 10. Kapsweyer (944) 11. Klingenmünster (2292) 12. Niederhorbach (464) 13. Niederotterbach (336) 14. Oberhausen (463) 15. Oberotterbach (1103) 16. Oberschlettenbach (132) 17. Pleisweiler-Oberhofen (848) 18. Schweigen-Rechtenbach (1380) 19. Schweighofen (581) 20. Steinfeld (1815) 21. Vorderweidenthal (579) - 3. Verbandsgemeinde Edenkoben 1. Altdorf (815) 2. Böbingen (753) 3. Burrweiler (811) 4. Edenkoben, Stadt * (6690) 5. Edesheim (2361) 6. Flemlingen (407) 7. Freimersheim (Pfalz) (961) 8. Gleisweiler (593) 9. Gommersheim (1545) 10. Großfischlingen (611) 11. Hainfeld (844) 12. Kleinfischlingen (319) 13. Rhodt unter Rietburg (1158) 14. Roschbach (844) 15. Venningen (906) 16. Weyher in der Pfalz (561) | - 4. Verbandsgemeinde Herxheim 1. Herxheim bei Landau/Pfalz * (10588) 2. Herxheimweyher (559) 3. Insheim (2125) 4. Rohrbach (1783) - 5. Verbandsgemeinde Landau-Land [Sitz: Landau in der Pfalz] 1. Billigheim-Ingenheim (3811) 2. Birkweiler (721) 3. Böchingen (740) 4. Eschbach (633) 5. Frankweiler (856) 6. Göcklingen (904) 7. Heuchelheim-Klingen (799) 8. Ilbesheim bei Landau in der Pfalz (1147) 9. Impflingen (892) 10. Knöringen (451) 11. Leinsweiler (438) 12. Ranschbach (636) 13. Siebeldingen (1025) 14. Walsheim (582) - 6. Verbandsgemeinde Maikammer 1. Kirrweiler (Pfalz) (2036) 2. Maikammer * (4336) 3. Sankt Martin (1681) - 7. Verbandsgemeinde Offenbach an der Queich 1. Bornheim (1561) 2. Essingen (2240) 3. Hochstadt (Pfalz) (2477) 4. Offenbach an der Queich * (6393) |